# Cornelia Reckziegel
Cornelia „Conny“ Reckziegel (* 13. Januar 1969 in Frankfurt am Main, verheiratete Cornelia Neumann-Reckziegel) ist eine deutsche Tischtennisspielerin mit aktiver Tischtenniszeit seit den 1980er und 1990er Jahren. Mit FTG Frankfurt wurde sie 1987 deutscher Mannschaftsmeister der Damen.

## Werdegang
Cornelia Reckziegel begann ihre Karriere beim Verein TV Bergen-Enkheim und wechselte 1984 zum TV 1861 Bieber. 1986 schloss sie sich dem Bundesligaverein FTG Frankfurt an.
1983 gewann sie die deutsche Schülermeisterschaft im Doppel mit Katja Nolten, im Mixed mit Jörg Roßkopf erreichte sie das Endspiel. Daraufhin wurde sie in die Nationalmannschaft (C-Kader) des Deutschen Tischtennis-Bundes berufen und nahm an internationalen Vergleichskämpfen teil. 1985 und 1990 wurde sie Hessenmeisterin, Dreimal holte sie bei den Südwestdeutschen Meisterschaften der Erwachsenen den Titel im Doppel, 1985 mit Anke Schreiber, 1986 und 1987 mit Ute Seemann. Im selben Jahr wurde sie Erste beim Bundesranglistenturnier der Juniorinnen in Rottweil.
Mit der Damenmannschaft der FTG Frankfurt wurde sie 1987 Deutscher Meister. 1990 kehrte sie zu ihrem Heimatverein TV Bergen-Enkheim zurück. Gemeinsam mit ihrer Tochter Josephina Neumann spielte sie in der Saison 2019/20 für den TTC Grün-Weiß Staffel.

## Privat
In der Fachpresse wurde sie mindestens im Zeitraum 1995 bis 2005 unter dem Namen Reckziegel-Ritter geführt, später – mindestens ab 2013 – trat sie auch im Sport unter Neumann-Reckziegel an.